# Mate dulce
El mate dulce, también llamado mate de coco, es una bebida tradicional de Paraguay. Se prepara a base de leche, azúcar quemada y coco rallado o triturado. No es igual al mate dulce del nordeste argentino, que emplea yerba mate con azúcar. Para su preparación se requiere caramelizar el azúcar a fuego lento con el agregado de la leche. Puede consumirse con canela o cáscara de naranja tostada. Junto con el mate cocido, es de las infusiones más tradicionales, y solo este tipo de mate es acompañado con galletitas, medialunas, y chipa cuerito, entre otros. Otras formas de elaboración pueden incluir la leche desnatada y edulcorante. Puede acompañar al coco rallado ingredientes claves como el mbocayá o el maní molido. Se consume en épocas de frío y existen variedades de mate dulce en la cocina paraguaya: los más conocidos son los que tienen canela, vainilla, anís o porciones de miel.